# 2001: A Space Odyssey
2001: A Space Odyssey is een sciencefictionboek en -speelfilm uit 1968, ontstaan uit een samenwerking tussen filmmaker Stanley Kubrick en schrijver Arthur C. Clarke. Beide zijn gebaseerd op The Sentinel, een kort verhaal van Clarke. Kubrick zocht contact met Clarke om samen een sciencefictionfilm te maken. Dit leverde een scenario op dat de basis vormde voor zowel het boek van Clarke, als de film van Kubrick. Beide werken behandelen thema's als de menselijke evolutie, kunstmatige intelligentie, technologische ontwikkelingen, buitenaards leven en reïncarnatie.
2001: A Space Odyssey werd in 1968 gemengd ontvangen. Er was kritiek, maar ook extreme lof. In tegenstelling tot wat vaak wordt beweerd, was de film commercieel een grote hit, reeds bij de première. In 1968 was slechts Funny Girl net iets populairder. In de lijst van meest succesvolle films in de jaren 1960 staat 2001 op nummer 11.
Bij een poll onder critici voor het tijdschrift Sight & Sound eindigde 2001 in de top tien. De film kreeg vier Oscarnominaties en won die voor beste visuele effecten. In 1991 werd de film door de United States Library of Congress geplaatst in de National Film Registry.
In 1982 schreef Clarke een vervolg op zijn boek, 2010: Odyssey Two. Een daarop gebaseerde film, geregisseerd door Peter Hyams, verscheen in 1984 onder de titel 2010: The Year We Make Contact. Zowel in het eerste deel, als het vervolg waren rollen weggelegd voor Keir Dullea als astronaut Dave Bowman en Douglas Rain als de stem van de intelligente computer HAL-9000. Steracteur Roy Scheider nam echter de rol van Heywood Floyd over van William Sylvester.

## Synopsisvan de film
2001: A Space Odyssey begint met een twee minuten durend zwart scherm, met orkestrale muziek, Also sprach Zarathustra. Daarna verschijnt het beeld van de aarde die boven de maan oprijst, terwijl de zon boven de aarde uitkomt, alle drie de hemellichamen in een lijn geplaatst. Het verhaal valt daarna uiteen in vier hoofdstukken.

### Dawn of Man

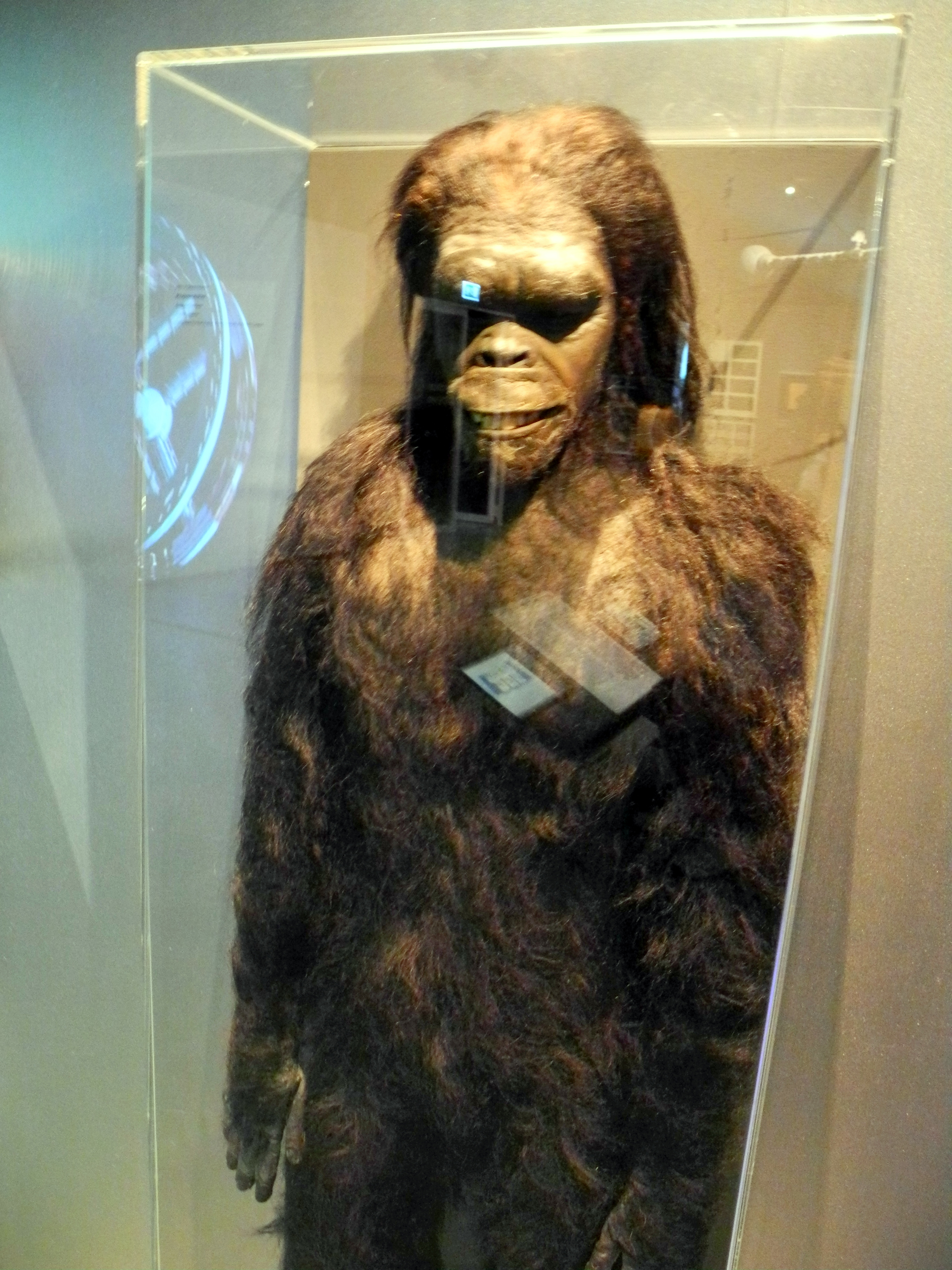
Het kostuum van de mensapen

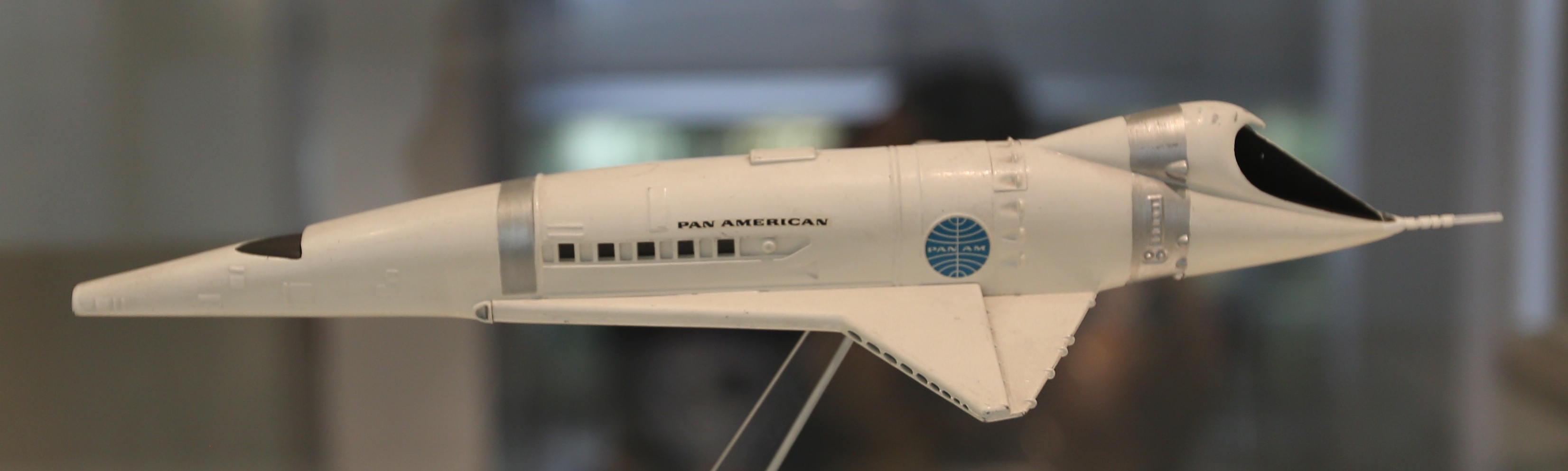
Model van het ruimteschip Orion III, een passagiersschip waarvan het ontwerp was gebaseerd op de Concorde

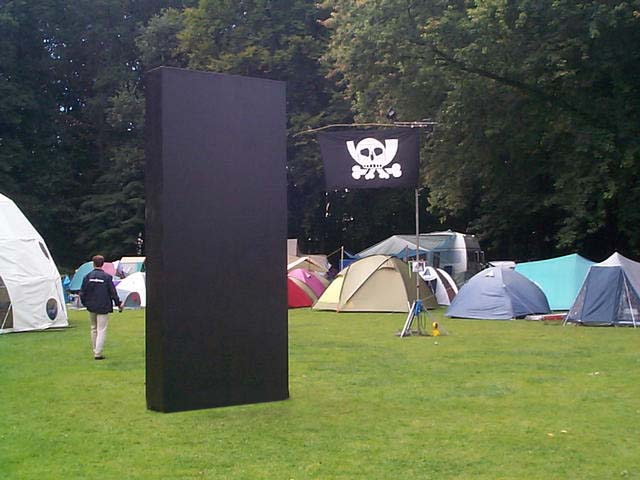
De monoliet in hedendaagse gedaante op het hackersfestival Hackers at Large

De eerste akte, Dawn of Man ‘dageraad van de mens’ getiteld, begint in prehistorisch Afrika, waar een groep mensapen door een woestijnachtig landschap doolt. Ze zijn op zoek naar voedsel, maar een van hen wordt gedood door een luipaard en een rivaliserende groep jaagt hen weg van een waterbron. De volgende ochtend ontwaken ze naast een grote, zwarte, rechthoekige monoliet, die op een onverklaarbare manier en zonder dat de mensapen het gemerkt hebben, daar terecht is gekomen. Deze ‘Nieuwe Rots’ wordt onderzocht. Hij lijkt hen de ‘vonk’ van menselijke intelligentie te geven. Niet lang daarna ontdekt een van de mensapen, Maanwaker, hoe hij een bot kan gebruiken als gereedschap, en vooral als wapen. Ze zijn nu jagers, die tapirs doden en hun vlees kunnen eten. De volgende dag gaan ze opnieuw naar de waterbron en doden de leider van de andere groep. Maanwaker, de dodende mensaap, gooit het bot in de lucht. Een match cut volgt naar een shot van een orbitaal wapenplatform in een baan om de aarde, miljoenen jaren later.

### TMA-1
Hierna volgt de tweede, titelloze, akte. Het is 1999. De Orion-III-ruimteveer brengt de voorzitter van de Nationale Raad voor Ruimtevaart, dr. Heywood Floyd (William Sylvester), naar het Ruimtestation 5 in een baan om de aarde. Tijdens deze tussenstop komt Floyd zijn Russische vriendin Elena en haar collega Andrei Smyslov tegen, maar ze hebben een ongemakkelijk gesprek over geruchten van een epidemie aan de maanbasis Clavius. Hiervandaan vertrekt hij aan boord van de bolvormige maanlander Aries-1b naar de basis Clavius die voor buitenstaanders is afgesloten. Eenmaal aangekomen onthult hij op een briefing onder leiding van de basisadministrateur Ralph Halvorsen en de geofysicus dr. Michaels, dat de epidemie een rookgordijn is. In werkelijkheid hebben opgravers een zwarte buitenaardse monoliet vlakbij ontdekt in de krater Tycho, door hen ‘TMA-1’ genoemd (vert. MAT-1, afkort. van ‘Magnetische Anomalie Tycho’). Deze lijkt op de monoliet die de mensapen uit de eerste akte aantroffen. Floyd, Halvorsen en dr. Michaels onderzoeken de Tychomonoliet en ontdekken dat hij miljoenen jaren geleden bewust begraven is. Maar terwijl ze een foto willen maken van zichzelf met de MAT-1, vallen er zonnestralen op, waarop de monoliet een oorverscheurend hoog signaal uitzendt naar Jupiter.

### Jupiter Mission
Achttien maanden later is een ruimtemissie op weg naar Jupiter (in het boek is dit Saturnus). Astronauten dr. David ‘Dave’ Bowman (Keir Dullea) en dr. Francis ‘Frank’ Poole (Gary Lockwood) bevinden zich met hun medereizigers, drie collega-wetenschappers in cryonische slaap, aan boord van het ruimteschip Discovery One. Het schip wordt bestuurd door de boordcomputer, HAL 9000, begiftigd met kunstmatige, menselijk lijkende intelligentie en spraakvermogen (stem ingesproken door Douglas Rain). Door de ruimtevaarders wordt hij beschouwd als een zesde bemanningslid. HAL is als enige aan boord op de hoogte van de werkelijke reden van de reis: het onderzoeken van het verband tussen de geheimzinnige monoliet op de maan en de planeet Jupiter.
Als HAL beweert een defect te hebben ontdekt in het communicatiesysteem van het schip, gaan Dave en Frank op onderzoek uit. Ze kunnen echter geen fouten ontdekken aan het onderdeel. Dit is opmerkelijk, want HAL zou een zodanige staat van perfectie hebben dat hij zulke vergissingen niet kan maken. Volgens HAL zelf ligt het aan de bemanning dat zij niet kunnen ontdekken wat er mankeert aan het onderdeel, en hij stelt voor de defecte component weer terug te plaatsen, zodat het probleem vanzelf naar boven komt. Dave en Frank gaan buiten gehoorafstand van de computer en besluiten HAL uit te schakelen als er niets blijkt te mankeren aan het onderdeel. Ze weten echter niet dat HAL al liplezend hun plannen heeft onderschept.
Als Frank het ruimteschip verlaat om het originele onderdeel opnieuw te plaatsen, komt hij om het leven bij een door HAL opzettelijk veroorzaakt ongeluk. Op eigen initiatief doodt HAL ook de drie ingevroren wetenschappers door hun levensinstandhoudingssystemen uit te schakelen. Alleen Dave, die het schip had verlaten om Frank te redden, weet te overleven. HAL weigert hem echter binnen te laten, omdat Dave de missie in gevaar zou brengen als hij HAL uitschakelt. Met behulp van de explosieve bouten die in geval van nood de luchtsluis kunnen openen weet Dave toch binnen te komen, ondanks het risico van verstikking omdat hij geen ruimtehelm had meegenomen. Eenmaal binnen gaat hij op weg naar HALs geheugencentrum. Ondanks HALs protesten en pogingen om Dave gerust te stellen, weet hij hem uit te schakelen. Uiteindelijk zingt HAL, terwijl zijn stem steeds trager wordt, een kinderliedje, Daisy Bell. Hierna verschijnt een videoboodschap van Dr. Floyd, die de ware reden van de missie onthult.

### Jupiter and Beyond the Infinite
Dave verlaat de Discovery met een ruimtesloep en komt opnieuw een monoliet tegen. De kracht van de monoliet doet hem transcenderen. Hij belandt in een tunnel van gekleurd licht en vervreemdende geluiden (de Sterrenpoort) en reist met grote snelheid door ruimte en tijd, terwijl hij onderweg de vreemdste hemellichamen en andere astronomische fenomenen tegenkomt. Deze psychedelische reis werd destijds wel omschreven als ‘een visuele LSD-trip’. Deze en ook eerdere scènes verwijzen volgens meerdere commentatoren naar het thema wedergeboorte of reïncarnatie.
De reis eindigt in een 18e-eeuws ogende, rijkelijk versierde slaapkamer. Dave ziet herhaaldelijk oudere versies van zichzelf, waarbij het perspectief steeds overgaat op de oudere versie, tot hij uiteindelijk zichzelf op zijn sterfbed ziet liggen. Een nieuwe monoliet verschijnt en verandert hem in een foetus-achtig wezen dat, omhuld door een bol van licht, door de ruimte reist: het zogenaamde Sterrenkind. In de laatste scène keert het wezen terug naar het zonnestelsel en kijkt het uit over Aarde. Hierbij is Also sprach Zarathustra nogmaals te horen.

## Rolverdeling
| Acteur            | Personage             |
| ----------------- | --------------------- |
| Keir Dullea       | David Bowman          |
| Gary Lockwood     | Frank Poole           |
| William Sylvester | dr. Heywood R. Floyd  |
| Daniel Richter    | Maanwaker, de mensaap |
| Douglas Rain      | HAL 9000 (stem)       |
| Leonard Rossiter  | dr. Andrei Smyslov    |
| Margaret Tyzack   | dr. Elena Kondakova   |
| Robert Beatty     | dr. Ralph Halvorsen   |
| Sean Sullivan     | dr. Bill Michaels     |

## Productie

### Schrijfproces
Stanley Kubrick raakte, vlak nadat hij Dr. Strangelove (1964) had afgerond, gefascineerd door de mogelijkheid van buitenaards leven, en besloot de "spreekwoordelijke goede sciencefictionfilm" te maken. Hiervoor zocht hij contact met de op het toenmalige Ceylon woonachtige sciencefictionschrijver Arthur C. Clarke.
Tijdens eerste gesprekken noemden ze het project How the Solar System Was Won, een humoristische verwijzing naar How the West Was Won, een spektakelfilm uit 1962. Net als die film zou hun project verdeeld worden in duidelijk van elkaar gescheiden episodes. Clarke stelde voor om een van zijn korte verhalen, The Sentinel uit 1948 (uiteindelijk gepubliceerd in 1950), als uitgangspunt voor de film te gebruiken.
Het was de bedoeling dat eerst de roman werd geschreven en daarna pas het scenario. In de praktijk bleek echter dat ideeën voor de film tegelijk met het schrijven van de roman opkwamen en het schrijfproces beïnvloedden. Gekozen werd om beide tegelijkertijd te schrijven, waardoor wijzigingen in het scenario konden worden opgenomen in de roman en andersom. Beide schrijvers worden genoemd als verantwoordelijken voor het scenario op de titelrol. Het was oorspronkelijk ook de bedoeling dat aan beiden de roman werd toegekend, maar officieel staat die alleen op Clarkes naam. Gedacht wordt dat Kubrick zich opzettelijk onthield van het goedkeuren van de roman, zodat de film eerder uit zou komen. Uiteindelijk verscheen de roman later dan de film.
Op 22 februari 1965 kondigde MGM aan dat zij Kubricks nieuwste film zouden financieren, met de titel Journey Beyond the Stars. In een interview met The New Yorker vlak daarna vergeleek Kubrick de film met een ruimte-Odyssee. In april veranderde hij de titel officieel naar 2001: A Space Odyssey. Clarke hield een dagboek bij over zijn betrokkenheid bij de film. Enkele notities daarvan verschenen in het boek The Lost Worlds of 2001, uitgegeven in 1972.
Het was eerst de bedoeling om HAL, de boordcomputer, de naam Athena te geven, naar de Griekse godin van de wijsheid, en haar een vrouwelijke persona en stem te geven. Volgens Clarke is het puur toeval dat de drie letters uit zijn uiteindelijke naam, HAL, in het alfabet direct voorafgaan aan de letters van het computerbedrijf IBM. Volgens de roman betekent de naam: Heuristisch geprogrammeerde ALgoritmische computer.
Na de uitschakeling van HAL zong hij een kinderliedje, Daisy Bell. Dit is een verwijzing naar de eerste computer van IBM uit 1961 die de eerste zingende computer werd.

### Setontwerp en -bouw
Om de decors en rekwisieten van de film zo realistisch mogelijk te maken, huurde Kubrick experts in om hem te adviseren. Op aanraden van Arthur C. Clarke nam hij ruimtevaartadviseurs Frederick I. Ordway III en Harry Lange in dienst. Met behulp van hun contacten bij de ruimte- en luchtvaart konden ze een grote hoeveelheid documentatie verzamelen.
Lange werd lid van het ontwerpteam en was verantwoordelijk voor een groot deel van het ontwerp van de decors en rekwisieten in de film, waaronder veel van de hardware. Productiedesigner Anthony Masters maakte zijn ontwerpen realiteit met behulp van een team van meer dan honderd medewerkers. De productie van bepaalde rekwisieten, waaronder de ruimtepakken en instrumentenpanelen, werd uitbesteed aan professionele ruimtevaart- en machinebedrijven. Geen enkel rekwisiet kwam in de film terecht zonder toestemming van Kubrick.
Voor de opnames binnen in het ruimteschip Discovery werd een enorm rad ontworpen, waarvan de draaiing een verandering van de richting van de zwaartekracht simuleerde, teneinde de 'normale' zwaartekracht, met altijd dezelfde richting, niet te laten lijken bestaan. Uiteindelijk liet Kubrick een dertig ton zwaar reuzenrad bouwen door de Britse luchtvaartbouwer Vickers-Armstrong. Het gevaarte kostte $750.000.

### Opnames
De opnames begonnen op 29 december 1965 in de Shepperton Studios, Shepperton, Engeland. In 1966 werden ze voortgezet in de MGM-British Studios in Borehamwood. In eerste instantie zou de film worden opgenomen in 3-filmstrip Cinerama, maar dit werd later op advies van special photographic effects supervisor Douglas Trumbull veranderd in Super Panavision 70. De opnames eindigden op 7 juli 1966. In maart 1968 monteerde Kubrick de film, en voerde de laatste wijzigingen door voor de algemene première in april.
Het uiteindelijke budget van de film wordt geschat op $10,5 miljoen.

### Speciale effecten
Het specialeffectsteam werd geleid door Stanley Kubrick en bestond verder uit mensen als Con Pederson, Wally Veevers en Douglas Trumbull. Oorspronkelijk zou volgens het scenario de reis van de Discovery naar Saturnus gaan en Trumbull werkte maanden aan een overtuigende animatie van de ringen van Saturnus, maar kreeg de effecten niet rond doordat de technische mogelijkheden daarvoor toen nog niet beschikbaar waren. In het boek van Clarke wordt wel de reis naar Saturnus beschreven en is de Saturnusmaan Iapetus hol van binnen en in werkelijkheid een sterrenpoort waar Bowman invalt en dan zijn reis naar de sterren begint. Kubrick verving Saturnus voor Jupiter, wat toen eenvoudiger en realistischer te animeren was, en Trumbull gebruikte zijn Saturnusproject later voor Silent Running waarbij wel een ruimteschip in het Saturnusstelsel wordt getoond. Kubrick wilde een zo realistisch mogelijk ogende film. Hij verkoos altijd realistische effecten boven goedkope en snelle. Hierdoor werd uiteindelijk $6,5 miljoen van het budget besteed aan speciale effecten en was de film pas twee jaar nadat de opnamen waren afgerond ook eindelijk af.
Een goed voorbeeld hiervan is het gebruik van "front projection". Deze techniek werd geselecteerd om de Dawn of Man-sequentie op een Afrikaanse achtergrond te laten afspelen. Aan op locatie filmen kleven namelijk veel nadelen: behalve de kosten ben je ook afhankelijk van de weersomstandigheden. Andere technieken (een geschilderde achtergrond, "blue screens", "rear projection") waren echter niet realistisch genoeg. Kubrick koos daarom voor het realistischere front projection, waarbij projecties van vóór de set op een scherm worden geprojecteerd. Deze techniek was echter nooit in een speelfilm gebruikt, enkel in kleinere settings als in televisiestudio's en door fotografen. Voor de opnames werd een projectiescherm opgericht met een recordhoogte van twaalf meter. Ook de grootste projectors voldeden niet. Deze 4×5-projectors zouden op zo'n groot scherm een zeer korrelig beeld projecteren. Met behulp van Tom Howard, de special effects supervisor van MGM, werd een speciale 8×10-projector ontwikkeld. Tevens maakten ze gebruik van de grootste door water gekoelde booglamp die beschikbaar was.
Om de illusie van gewichtloosheid te creëren, werden stuntmannen ondersteboven aan het plafond van de studio gehangen. Vaak moesten ze urenlang op hun kop doorbrengen. Door een pen aan een ronddraaiende glazen schijf te bevestigen, leek deze te zweven.
De gekleurde lichten in de sterrenpoort-sequentie kwamen tot stand door slitscanfotografie van bewegende beelden van schilderijen. Douglas Trumbull ontwierp speciaal voor de film een machine die deze techniek tot stand kon brengen voor film. Daarnaast werden effecten bereikt met kleurenfilters en chemicaliën.

## Prijzen en nominaties
2001: A Space Odyssey werd viermaal genomineerd voor een Academy Award, beste art-direction, beste regie en beste scenario. Uiteindelijk won het er een, voor beste visuele effecten. Verder kreeg de film onder andere drie BAFTA's.
- Academy Awards
  - Beste Visuele Effecten - Stanley Kubrick (gewonnen)
  - Beste Regie - Stanley Kubrick (genomineerd)
  - Beste Originele Scenario - Stanley Kubrick, Arthur C. Clarke (genomineerd)
  - Beste Artdirection - Tony Masters, Harry Lange, Ernie Archer (genomineerd)
- BAFTA Awards
  - Beste Cinematografie - Geoffrey Unsworth (gewonnen)
  - Beste Artdirection - Tony Masters, Harry Lange, Ernest Archer (gewonnen)
  - Beste Filmmuziek - Winston Ryder (gewonnen)
  - Beste Film - Stanley Kubrick (genomineerd)
  - United Nations Award - Stanley Kubrick (genomineerd)
- Directors Guild of America Awards
  - Outstanding Directorial Achievement in Motion Pictures - Stanley Kubrick (genomineerd)
- Premi David di Donatello
  - Beste Buitenlandse Productie - Stanley Kubrick (gewonnen)
- Hugo Awards
  - Beste Dramatische Presentatie (gewonnen)

### Filmlijsten
2001 wordt vaak beschouwd als een van de beste films aller tijden. De film staat bijvoorbeeld op de zesde positie in de meest recente Sight & Sound Poll uit 2012, waarin vooraanstaande filmcritici de beste tien films aller tijden kiezen. 2001 is de enige sciencefictionfilm in de lijst. In 1991 werd de film door de United States Library of Congress aangemerkt als "cultureel, historisch of esthetisch significant" en geplaatst in de National Film Registry. Het Vaticaan noemde de film in 1995 een van de vijfenveertig beste films ooit gemaakt.
Het American Film Institute heeft 2001 herhaaldelijk opgenomen in hun regelmatig terugkerende top-honderdlijsten. De film was onder andere #22 in hun 100 Years...100 Movies-lijst en #1 in de 10 Top Ten - Beste Sciencefictionfilm. HAL 9000 werd in de 100 Years... 100 Heroes and Villains-lijst uitgeroepen tot een van de grootste filmslechteriken aller tijden (#13). Ook in 100 Years... 100 Movie Quotes, de lijst van beste citaten, staat de film, voor "Open the pod bay doors, HAL" (#78). Andere AFI-lijsten waarin de film voorkomt, zijn 100 Years... 100 Thrills (#40) en 100 Years... 100 Cheers (#47).

## Belang van de film
In deze film zijn alle facetten van het filmmaken zo goed mogelijk benut: de regie, de geluidseffecten etcetera.
De film gaat over evolutie: als de hoofdpersoon Dave sterft aan het einde van de film en herboren wordt als sterrenkind suggereert Kubrick dat de mensheid misschien gewoon gaat verdwijnen, of zal opgaan in een andere dimensie.
De cineast verlaat met zijn vier-akten-vertelstructuur in deze film de gebruikelijke lineaire verteltrant. Aan het begin ziet men een stel mensapen, die op een gegeven moment het wapen - een eenvoudig stuk bot - uitvinden. Als een van de apen het bot in de lucht gooit, gaat het over in een ruimteschip. Opeens is men dan vier miljoen jaar verder in de evolutie.
Ook op het gebied van interieurarchitectuur heeft de film zijn invloed laten gelden.

## Interpretatie
Kubrick heeft altijd geweigerd een uitleg van de film te geven. In plaats daarvan moedigde hij het publiek aan hun eigen interpretaties aan de film te geven, en zo hun eigen ideeën en theorieën. In een interview met het tijdschrift Playboy uit 1968 zei hij:
You're free to speculate as you wish about the philosophical and allegorical meaning of the film — and such speculation is one indication that it has succeeded in gripping the audience at a deep level — but I don't want to spell out a verbal road map for 2001 that every viewer will feel obligated to pursue or else fear he's missed the point.
Speculeer vrijuit over de filosofische en allegorische betekenis van de film - en dergelijk speculeren betekent dat het is gelukt het publiek diep te raken - maar ik weiger een richting voor 2001 te dicteren waardoor iemand zich gedwongen zou voelen die te volgen of bang te zijn de clou te missen. 
De film is dan ook door verscheidene mensen geanalyseerd en geïnterpreteerd. Het boek van Arthur C. Clarke lijkt daarbij te kunnen helpen: het is bijvoorbeeld helderder over de oorsprong van de monoliet, een soort gereedschap van een buitenaards ras waarmee ze minder ontwikkelde soorten helpen in hun evolutionaire voortgang. De hotelkamerscène aan het einde van de film wordt in het boek uitgelegd als een soort buitenaardse dierentuin, waarin de aliens de habitat van de mens hebben geprobeerd na te bootsen met behulp van opgevangen televisie-uitzendingen. Al deze informatie ontbreekt in de film.
Clarke zelf benadrukt echter dat het boek alleen maar zijn interpretatie is van het verhaal, en niet noodzakelijkerwijs ook die van Kubrick is. "Zelfs Kubricks interpretatie is niet per definitie de 'juiste' - wat dat ook mag betekenen." Filmcriticus Penelope Houston merkte op dat de roman op verschillende aspecten verschilt van de film, en daardoor niet automatisch als dé sleutel naar de film moet worden beschouwd.

## Filmmuziek
De film bevat composities van de componist György Ligeti. Een aantal onderdelen is uit de voorlopige filmmuziek behouden en tijdens de montage aangewend. Bekendste delen zijn:
- de openingsscène: Also sprach Zarathustra van Richard Strauss
- de ruimteschipkoppeling: An der schönen blauen Donau van Johann Strauss jr.

Deze muziekstukken werden uitgevoerd door de Wiener Philharmoniker, gedirigeerd door Karl Böhm, dan wel Herbert Karajan.
- het begin van de Jupiter-missie: het Adagio uit de balletsuite Gayaneh van Aram Chatsjatoerjan.
- bij het verschijnen van de monoliet: Lux Aeterna van György Ligeti, a capella gezongen door het Schola Cantorum Stuttgart-koor.

## Vertalingen
- (boek) 2001: een ruimte-odyssee, vertaald door J.B. de Mare, Utrecht/Antwerpen: Bruna, 1971.